# Башкин, Евгений Александрович
Евгений Александрович Башкин (1927—2009) — советский и российский инженер-конструктор ОКБ-1 — РКК «Энергия», специалист по созданию приборов и систем ориентации изделий ракетно-космической техники, участник создания бортовых систем пилотируемых космических кораблей «Восток», «Восход» и «Союз», участник Советской лунной программы. Лауреат Ленинской премии (1960).

## Биография
Родился 16 октября 1927 года в Москве.

### Образование и работа вНИИ-1
С 1947 по 1952 год обучался в Московском авиационном институте имени Серго Орджоникидзе, по окончании которого получил специальность инженера-механика. 
С 1952 по 1960 год на научно-исследовательской работе в НИИ-1 Государственного комитета СМ СССР по оборонной технике в должности инженер-конструктора конструкторского сектора под руководством В. П. Легостаева, занимался вопросами в области теории управления космическими аппаратами и проектированием крылатых ракет.

### ВОКБ-1—РКК «Энергия»и участие в создании ракетно-космической техники
С 1960 года на научно-исследовательской работе в ОКБ-1 (с 1966 года — Центральное конструкторское бюро экспериментального машиностроения, с 1974 года — НПО «Энергия») под руководством С. П. Королёва, работал в должностях: руководителя сектора, заместителя начальника и начальника отдела. В 1961 году Е. А. Башкин входил в состав группы анализа и выдачи экспресс-информации НИИ-4 МО СССР по первому космическому кораблю-спутнику «Восток».
Е. А. Башкин являлся участником конструкторских работ по проектированию и созданию бортовых систем пилотируемых космических кораблей «Восток», «Восход» и «Союз». Е. А. Башкин был организатором работ по созданию бортовых систем ориентации первых автоматической межпланетной станции для полётов к Луне, Марсу и Венере, в том числе  участник обеспечения полёта автоматической межпланетной станции «Луна-3» в составе ракеты-носителя сверхтяжёлого класса «Н-1» для изучения Луны и космического пространства, в ходе которого были впервые получены изображения обратной стороны Луны, автоматической межпланетной станции «Венера-3» предназначенной для исследования планеты Венера, был организатором работ по созданию бортовых систем ориентации первых разведывательных космических аппаратов серии «Зенит» для получения фотосъёмки о поверхности Земли из космического пространства, участник создания системы управления движением орбитальных научных станций «Салют» и «Мир». Е. А. Башкин был инициатором доработки системы управления движением пилотируемого космического корабля «Союз-19» для совместной советско-американской космической программы «Союз — Аполлон».
18 апреля 1960 года «закрытым» Постановлением ЦК КПСС и СМ СССР «За баллистическое обеспечение полёта автоматической межпланетной станции  "Луна-3", получившей первые фотографии обратной стороны Луны» Е. А. Башкин был удостоен Ленинской премии.

### Смерть
Скончался 28 марта 2009 года в Москве, похоронен на Ваганьковском кладбище.

## Награды
- Орден Трудового Красного Знамени (1978)

### Премии
- Ленинская премия (18.04.1960)[1][3][2]